# Сенегалска гургулица
Сенегалската гургулица (Spilopelia senegalensis) е птица от семейство Гълъбови (Columbidae). Среща се и в България, смята се, че популациите по черноморското крайбрежие са предимно потомци на избягали домашни птици, а не мигрирали от постоянно живеещите популации около Истанбул и европейската част на Турция.

## Физически характеристики
Дългоопашат, слаб гълъб. Обикновено 25 cm на дължина. Розовокафяв от долната страна, примесено с люляково по главата и шията. Има червеникавокафява карирана маркировка от двете страни на шията. Горната част на тялото е в кафява със синьо-сива лента по крилото. Нямат полов диморфизъм. Имат възрастов диморфизъм – младите птици нямат карирана маркировка на врата. Краката са червени.

## Разпространение
Тя е широко разпространена в полупустинни райони, ферми и земеделските земи, често става много питомна. Този вид се среща в по-голямата част от Субсахарска Африка, Саудитска Арабия, Иран, Афганистан, Пакистан и Индия. Също така е установен в Израел, Ливан, Сирия и Турция. Те са предимно постоянен вид, но някои популации могат да се придвижват. Птици, които са опръстенени в Гуджарат, са били открити 200 км северно в Пакистан, а изтощени птици са били регистрирани кацнали на кораби в Арабско море.

## Допълнителни сведения
Понякога отглеждана като декоративна птица от гълъбарите, съществуват някои цветови вариации.